# Warriors of the World
Warriors of the World er den niende album af heavy metalbandet Manowar. Det blev udgivet den 4. juni 2002. Sangen Nessun Dorma blev dedikeret til Adams' mor, der var død tidligere samme år. Blandt albummets numre er hyldester til Wagner, Pavarotti og Elvis Presley. Albummet toppede som nummer to på den tyske albumhitliste.
Der blev udgivet en musikvideo til nummeret "Warriors of the World United", der blev filmet i 2002.

## Track listing
Alle sange er skrevet af Joey DeMaio, bortset fra hvor andet er noteret.
| 1.    | "Call to Arms"                 | 5:32 |
| 2.    | "The Fight for Freedom"        | 4:31 |
| 3.    | "Nessun Dorma"                 | 3:29 |
| 4.    | "Valhalla"                     | 0:35 |
| 5.    | "Swords in the Wind"           | 5:20 |
| 6.    | "An American Trilogy"          | 4:21 |
| 7.    | "The March"                    | 4:02 |
| 8.    | "Warriors of the World United" | 5:51 |
| 9.    | "Hand of Doom"                 | 5:50 |
| 10.   | "House of Death"               | 4:25 |
| 11.   | "Fight Until We Die"           | 4:08 |
| 47:58 |                                |      |

| Gold Edition Bonus tracks | Gold Edition Bonus tracks | Gold Edition Bonus tracks | Gold Edition Bonus tracks | Gold Edition Bonus tracks | Gold Edition Bonus tracks | Gold Edition Bonus tracks | Gold Edition Bonus tracks | Gold Edition Bonus tracks | Gold Edition Bonus tracks |
| #                         | Titel                     | Længde                    |                           |                           |                           |                           |                           |                           |                           |
| ------------------------- | ------------------------- | ------------------------- | ------------------------- | ------------------------- | ------------------------- | ------------------------- | ------------------------- | ------------------------- | ------------------------- |
| 12.                       | "I Believe"               | 4:06                      |                           |                           |                           |                           |                           |                           |                           |
| 13.                       | "The Dawn of Battle"      | 6:53                      |                           |                           |                           |                           |                           |                           |                           |
| 58:57                     |                           |                           |                           |                           |                           |                           |                           |                           |                           |

| 12. | "Warriors of the World United" | 5:49 |
| 13. | "I Believe"                    | 4:02 |

## Personnel
- Eric Adams – vokal
- Karl Logan – guitar, keyboards
- Joey DeMaio – basguitar, keyboard
- Scott Columbus – trommer

### Yderligere personel
- Ken Kelly - cover